# Pratt & Whitney J58

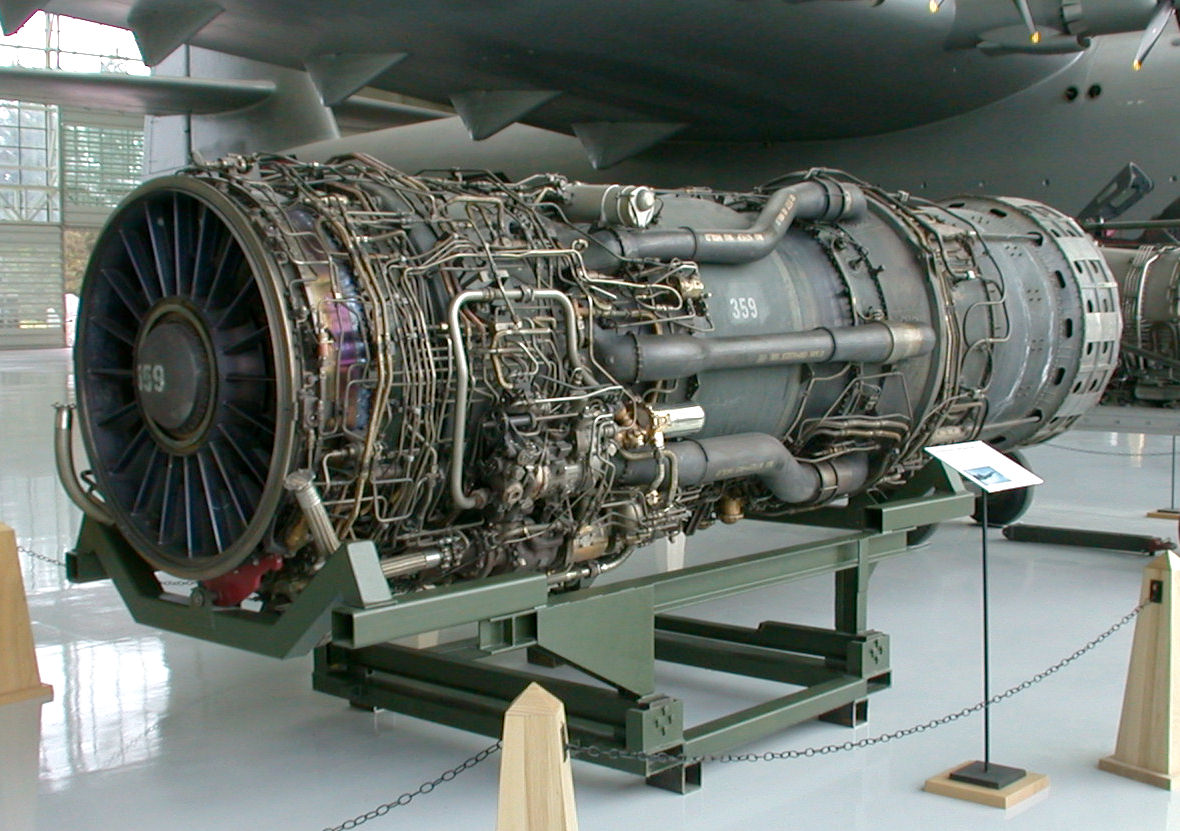
Pratt & Whitney J58, Triebwerkseinlauf

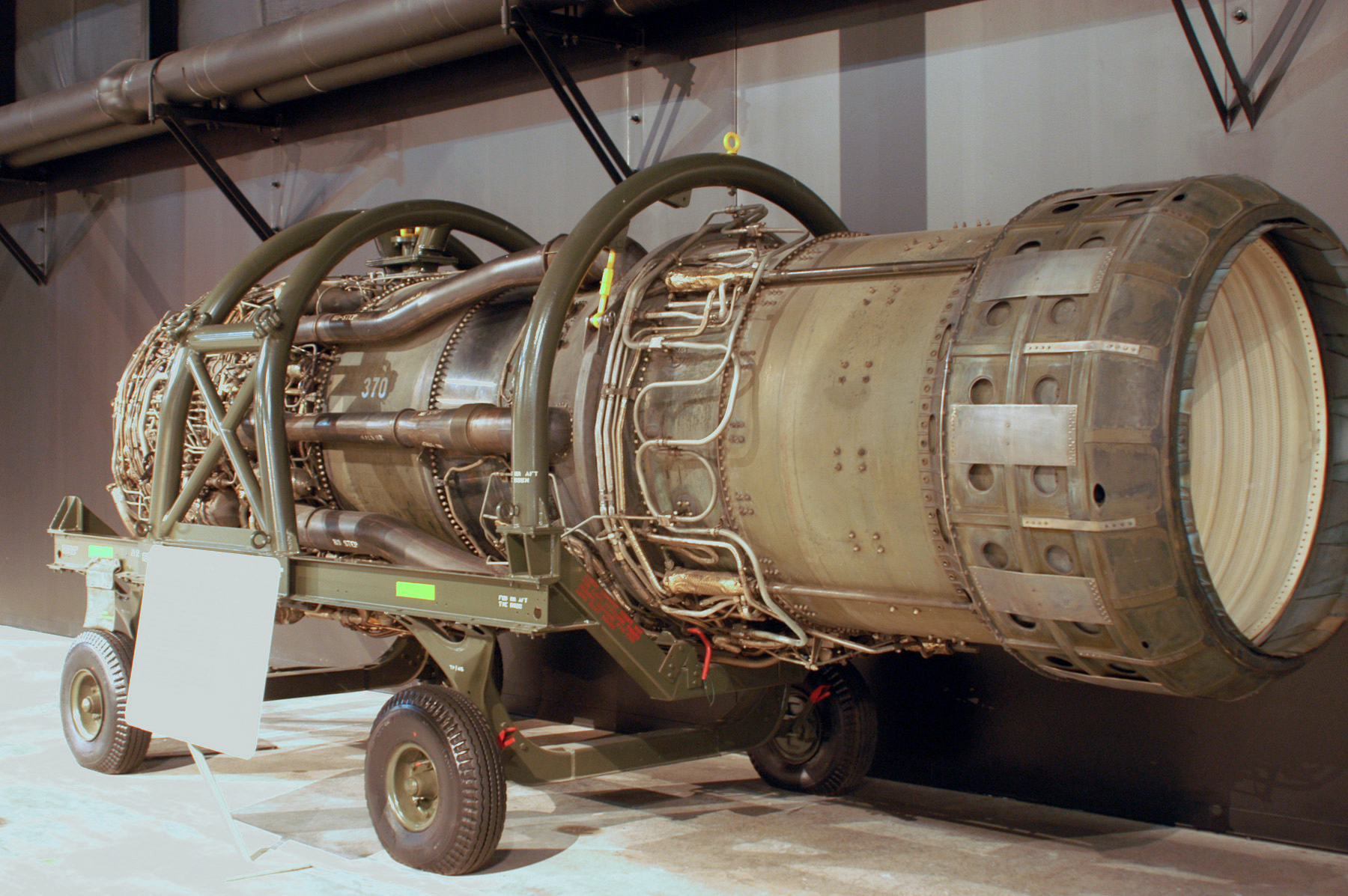
Pratt & Whitney J58, Triebwerksauslass

Das Pratt & Whitney J58 (zivile Bezeichnung  Pratt & Whitney JT11) ist ein Turbostrahltriebwerk des US-amerikanischen Herstellers Pratt & Whitney. Es wurde speziell für den Antrieb der Lockheed A-12 und deren Nachfolger Lockheed SR-71 für eine Geschwindigkeit bis Mach 3,2 entwickelt. Neben dem Turbostrahlbetrieb arbeitet es bei hohen Geschwindigkeiten auch als Staustrahltriebwerk, da über sechs Rohre, die ein einzigartiges Erkennungsmerkmal darstellen, Luft um die Turbojet-Stufe herumgeführt wird und direkt in den Nachbrenner gelangt. 

## Aufbau
Das J58 ist ein mit einem Nachbrenner ausgestattetes Strahltriebwerk mit Axialverdichter. Anstelle der ursprünglich 8 Verdichterstufen wurden in den Serientriebwerken 9 verwendet. Aus dem Verdichter konnte bei hohen Fluggeschwindigkeiten nach der 4. Stufe Zapfluft entnommen und über 6 Rohrleitungen direkt zum Nachbrenner geleitet werden. Dies verhinderte ein Abreißen der Strömung im Verdichter und senkte den Kraftstoffverbrauch um bis zu 15 %. Gleichzeitig wurde der Nachbrenner mit frischer, unverbrannter Luft versorgt und konnte so sehr viel Schub liefern. Bei Höchstgeschwindigkeit erzeugte die Nachbrenner-Stufe auf diese Art und Weise 80 % des Schubes. Diese Triebwerksform wurde Bypass-Turbojet genannt. Als Treibstoff für die militärische Verwendung war das hochsiedende JP-7 vorgesehen, während die Prototypen und Vorserientriebwerke mit JP-4 und JP-5 betrieben wurden. Die Verbrennung geschah in einer Rohr-Ringbrennkammer mit 8 Flammrohren. Die Turbineneintrittstemperatur betrug etwa 1100 °C. Die Turbine selbst war 2-stufig ausgeführt. Gestartet wurde sie mit Hilfe eines AG330-Startwagens, dessen 440 kW (600 PS) starker V8-Motor die Turbine auf die Startdrehzahl von 3200 Umdrehungen pro Minute beschleunigte. Zur Zündung wurde pyrophores Triethylboran verwendet. Jedes Triebwerk hatte für diese chemische Zündhilfe einen 600 cm³ großen Vorratstank, der mit Stickstoff unter Druck gesetzt wurde. Der Tankinhalt reichte für 16 Startvorgänge.

## Entwicklung und Einsatz

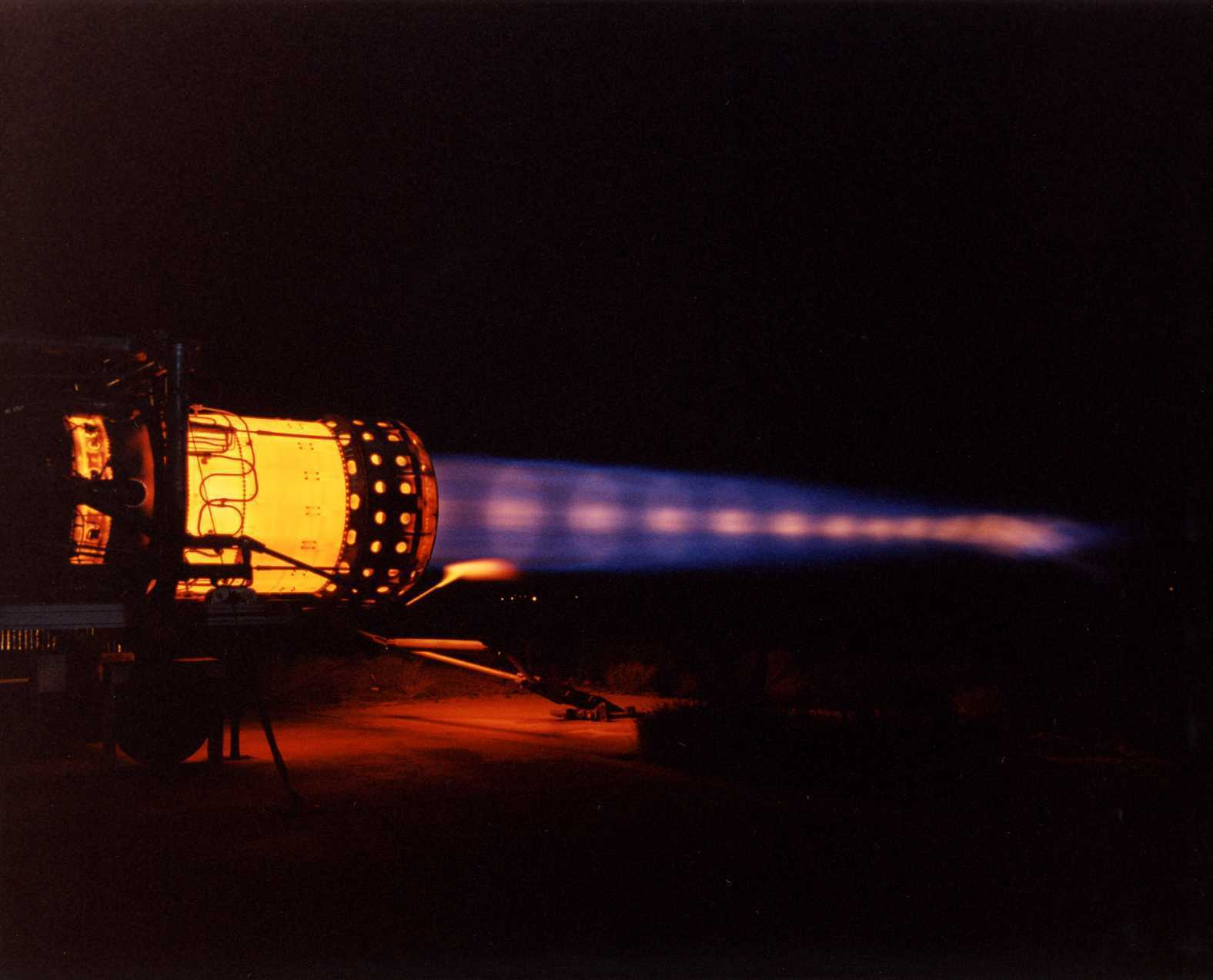
J58 auf dem Prüfstand mit voller Nachbrennerleistung, der Nachbrenner glüht, deutlich erkennbare Mach’sche Knoten.

Erste Voruntersuchungen begannen 1956, als die US Navy sich für Flugzeuge mit einer Höchstgeschwindigkeit von Mach 2,5 interessierte, mit der Möglichkeit, diese im Notfall kurzzeitig auf Mach 3 zu steigern. Den Entwicklungsauftrag erhielt die Firma Pratt & Whitney, die ein Triebwerk mit einem Schub (mit Nachbrenner) von 115,7 kN entwarf, das 1957 erstmals einen Prüfstandslauf absolvierte. Im August 1958 konnte bereits ein 50-Stunden-Abnahmelauf erfolgreich absolviert werden, und ein Jahr später bestellte die Navy 30 Triebwerke für 11,2 Millionen US-$. Im Januar 1963 konnte das erste Vorserientriebwerk in eine A-12 eingebaut und damit erste Flugerprobungen durchgeführt werden. Insgesamt wurden von diesem Triebwerk 11 Prototypen (XD-1 bis XD-11) gebaut und 10 Entwicklungstriebwerke (FX-111 bis X-120), sowie 51 Prototypen, die 1963 für die A-12 und YF-12 geliefert wurden (P648201YJ bis P648251YJ). 1964 folgten noch 99 Serienexemplare für die SR-71 (P648301K bis P648399K).
Wesentliches Merkmal bei der militärischen Ausführung ist der hydraulisch verschiebbare Einlaufkonus im Turbineneintritt sowie die verstellbaren Luftkappen im Einlaufbereich. Die Steuerung erfolgte zunächst durch einen Analogrechner, der jedoch bei geringen Fluggeschwindigkeiten nicht zuverlässig und schnell genug arbeitete. Er wurde bei den Triebwerken für die SR-71 durch einen digitalen Rechner ersetzt.
Das J58 mit einer Fan-Stufe wurde von Pratt & Whitney für die Verwendung bei dem zivilen Projekt SST (JT-11-F4) und bei der Convair B-58C vorgeschlagen.
SNECMA wollte unter der Bezeichnung M-35 eine zivile Variante (JT-11B3) für die Concorde in Lizenz fertigen, jedoch kam dort eine Ausführung des Rolls-Royce Olympus zum Einsatz. 
Am 12. September 2002 wurde letztmals in einem Bodenlauf ein J58-Triebwerk auf der Edwards AFB gezündet, um die letzten Kraftstoffvorräte an JP-7 aufzubrauchen.

## Klappensystem

Klappensystem des J58 in der SR-71

Das J58 kam in einer Turbinenzelle zum Einsatz, die mit einem umfangreichen System zur Steuerung des Luftflusses zum Triebwerk ausgestattet war. Dazu gehörte der verstellbare Einlasskonus, eine Luftklappe am Zentralkörper, die mit der äußeren der Turbinenzelle in Verbindung stand, sowie Zusatzluftöffnungen sowohl vorn als auch hinten, dazu eine Saugluftöffnung und eine tertiäre Zusatzluftöffnung direkt vor der Düse. Zusätzlich war die Austrittsdüse verstellbar und im Bereich des Konus gab es eine Zapfluftöffnung, mit der aus der Schockwelle im Einlasskonus Kühlluft für das Triebwerk gefördert werden konnte.
Beim Start und bei niedriger Geschwindigkeit war der Konus ganz nach vorne geschoben. Alle Luftklappen, außer der hinteren Zusatzluftöffnung, waren geöffnet. Über die Luftklappe am Zentralkörper strömte ebenfalls Luft zum Turbineneinlass. Die Saugluftöffnung ließ Luft um die Turbine herum zur Düse strömen, die Düse selbst war auf kleinsten Durchmesser eingestellt.
Ab Mach 0,5 schlossen sich die Saugklappe sowie die vordere und hintere Zusatzluftöffnung. Aus der Luftklappe des Zentralkörpers trat jetzt Luft aus dem Ansaugsystem aus, während aus der Zapfluftöffnung im Konusbereich Luft zur Turbinenkühlung abgenommen wurde. Luft, die nicht vom Verdichter angesaugt wurde, umströmte nun das Triebwerk. Zu diesem Zeitpunkt arbeitete es bereits teilweise als Staustrahltriebwerk, wenn auch der Anteil am Gesamtschub noch gering war.
Bei Mach 1,5 wurden die vorderen Zusatzluftöffnungen abhängig von der Geschwindigkeit wieder geöffnet, um die Position der Schockwelle im Einlass zu kontrollieren. Die tertiären Zusatzluftklappen wurden geschlossen. Der Auslassquerschnitt der Düse wurde leicht vergrößert.
Bei Mach 2,5 wurde der Konus teilweise eingezogen und die hinteren Zusatzluftöffnungen geöffnet. Der Auslassquerschnitt der Düse wurde weiter vergrößert.
Bei Mach 3,2 war der Konus voll eingezogen und die vorderen Zusatzluftöffnungen in Abhängigkeit von der Position der Einlassschockwelle geöffnet. Der Auslassquerschnitt der Düse wurde maximal vergrößert. Bei dieser Geschwindigkeit wurden 80 % des Gesamtschubes vom Staustrahlanteil geliefert. Das Turbojettriebwerk arbeitete dabei als Brennkammer für die Staustrahlkomponente.

## Technische Daten
- Schubkraft:
  - 151,3 kN mit Nachbrenner
  - 106,3 kN ohne Nachbrenner
- Masse: 2835 kg
- Länge: 5485 mm
- Durchmesser max.: 1411 mm
- Luftdurchsatz: 147,8 kg/s
- Verdichtung: 8,5:1